# Eleição presidencial da Nigéria em 2019
A eleição presidencial nigeriana de 2019 ocorreu em 24 de fevereiro e consistiu no 9º pleito presidencial realizado no país desde sua independência do Reino Unido em 1960.
Apesar de seu primeiro mandato ter sido marcado por turbulências políticas que levaram antigos correligionários a desfiliarem-se do Congresso de Todos os Progressistas (APC), o presidente Muhammad Buhari confirmou o favoritismo e reelegeu-se com facilidade para um segundo mandato consecutivo após obter 55,60% dos votos válidos.
Por sua vez, o candidato do oposicionista Partido Democrático do Povo (PDP) e ex-vice-presidente da Nigéria Atiku Abubakar obteve 41,22% dos votos e terminou na 2ª colocação.

## Resultados eleitorais
| Candidatos                                             | Partidos                                               | Votos válidos | %     |
| ------------------------------------------------------ | ------------------------------------------------------ | ------------- | ----- |
| Muhammadu Buhari                                       | Congresso de Todos os Progressistas                    | 15 191 847    | 55.60 |
| Atiku Abubakar                                         | Partido Democrático do Povo                            | 11 262 978    | 41.22 |
| Demais candidatos                                      | Demais partidos                                        | 869 748       | 3.18  |
| Fonte: Comissão Nacional Eleitoral Independente (INEC) | Fonte: Comissão Nacional Eleitoral Independente (INEC) | 27 324 573    | 100.0 |